# Ігнобелівська премія
Ігнобелівська премія або Шнобелівська премія, також Антинобелівська премія (англ. IgNobel Prize) — пародія на престижну міжнародну нагороду — Нобелівську премію. Назва премії походить від англійського слова ignoble, тобто негідний. Українською її також іноді називають «Антинобелівська премія» або «Шнобелівська премія». Десять Ігнобелівських премій вручаються на початку жовтня (тобто, в той час, коли називаються лауреати Нобелівської премії) — за досягнення, які «спочатку викликають сміх, а потім роздуми» (first make people laugh, and then make them think). Премія заснована Марком Абрагамсом і гумористичним журналом Annals of Improbable Research («Аннали неймовірних досліджень»).

## Історія премії
Присудження першої Ігнобелівської премії було започатковане у 1991 році Марком Абрагамсом, редактором і співзасновником Анналів неймовірних досліджень, який був ведучим на всіх наступних церемоніях нагородження. Спочатку нагороди вручалися за відкриття «того, що не може бути або не повинно бути відтворене».
Щороку присуджують 10 премій у багатьох категоріях, зокрема, таких, як і в Нобелівській премії: з фізики, хімії, медицини, літератури та миру. Крім того, є й інші категорії — такі, як охорона здоров'я, машинобудування, біологія, ботаніка та міждисциплінарні дослідження. За винятком трьох премій, які були присуджені в перший рік (таких глузливих категорій, як Administratium тощо), сучасні Ігнобелівські премії присуджуються за справжні досягнення. Іноді нагороди являють собою завуальовану критику, інші, однак, привертають увагу до наукових досягнень, які мають деякий гумористичний або несподіваний аспект. Одним із таких відкриттів було дослідження впливу присутності людей на сексуальність страусів тощо. 2010 року Андрій Гейм став першим призером, що став лауреатом як Нобелівської, так і Ігнобелівської премій.

## Церемонія нагородження

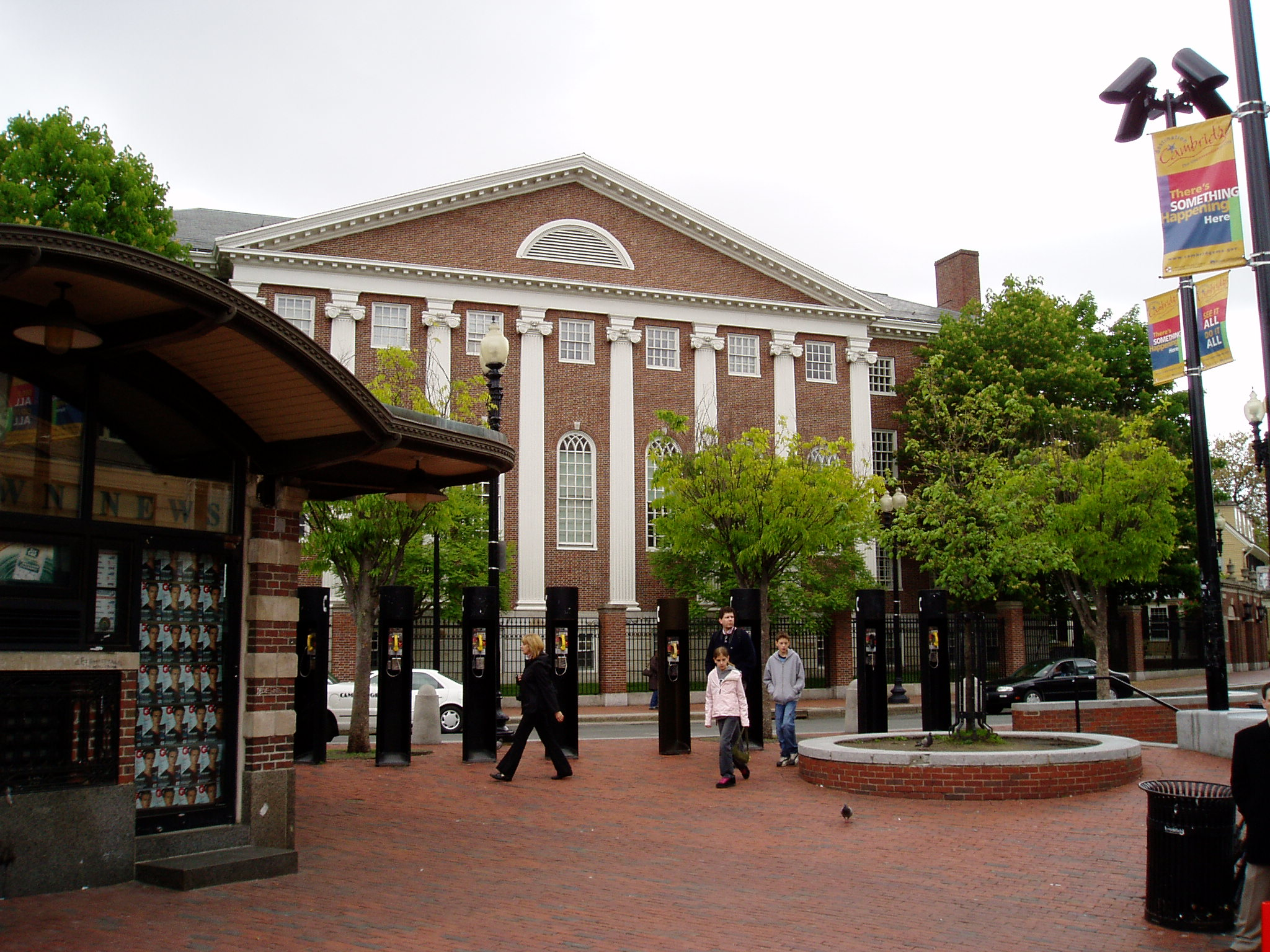
Церемонія вручення премій відбувається у Гарвардському університеті

Призи Ігнобелівської премії вручають справжні лауреати Нобелівської премії — спочатку на церемонії в лекційному залі Массачусетського технологічного інституту, а тепер у Театрі Сандерса в Гарвардському університеті. Церемонія нагородження супроводжується декількома відомими жартами. Так, наприклад, маленька дівчинка з залу традиційно вигукує: «Будь ласка, припиніть! Мені нудно». Іншою традицією нагородження є запускання на сцену паперових літачків, які потім мусять прибирати професори з фізики. Церемонія нагородження традиційно закінчується словами: «Якщо ви не отримали премії — і особливо, якщо ви отримали її — бажаємо успіху у наступному році!». Церемонія нагороди завершується парадом лауреатів, у якому також беруть участь спонсори.

## Значення
У деяких публікаціях Ігнобелівська премія розцінюється позитивно. Оглядачі звертають увагу на те, що, хоча Ігнобелівська премія є завуальованою критикою Нобелівської премії та тривіальних і непотрібних досліджень, історія показує, що тривіальні дослідження часом призводять до важливих відкриттів. Наприклад, 2006 року була присуджена Ігнобелівська премія за відкриття того, що малярійних комарів (Anopheles gambiae) однаково приваблюють запахи лімбурзького сиру та людських ніг. У результаті цих, на перший погляд, тривіальних досліджень були розроблені наживки з цим сортом сиру в небезпечних для захворювання малярією регіонах Африки з метою успішнішої боротьби проти епідемії малярії.